# فئودور سیماشف
فئودور سیماشف (روسی: Фёдор Петрович Симашёв؛ ۱۳ مارس ۱۹۴۵ – ۱۹ دسامبر ۱۹۹۷) اسکی‌باز اسکی صحرانوردی اهل روسیه بود.
وی در مسابقات کشوری و بین‌المللی در مجموع برندهٔ ۲ مدال طلا، ۲ مدال نقره، ۱ مدال برنز شده‌است.